# Komeet 67P/Tsjoerjoemov-Gerasimenko

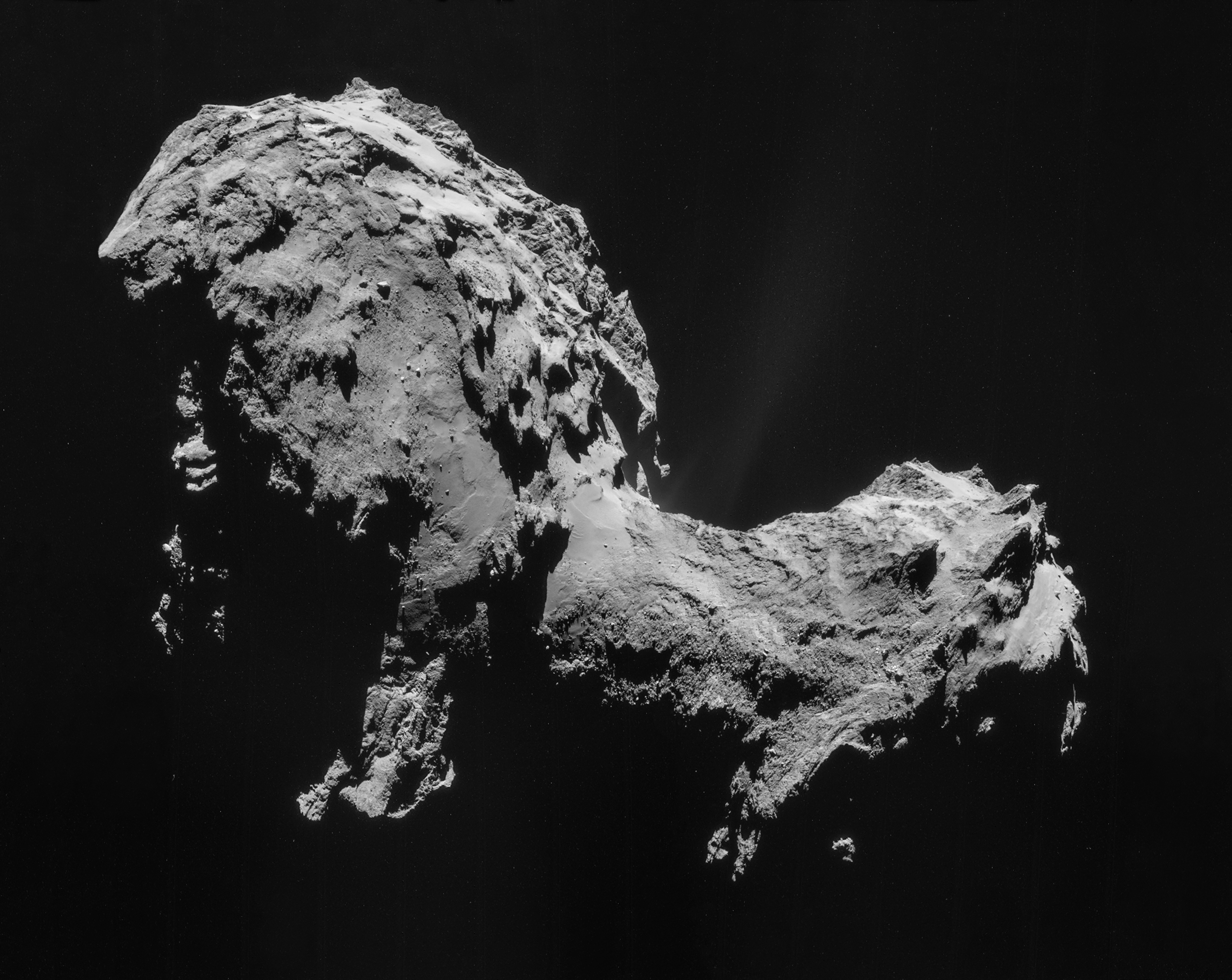
67P/Tsjoerjoemov-Gerasimenko op 19 september 2014 (foto Rosetta).

67P/Tsjoerjoemov-Gerasimenko is een periodieke komeet waarvan de omlooptijd rond de zon 6,44 jaar bedraagt. Deze komeet was het einddoel van de ESA-ruimtesonde Rosetta, die op 2 maart 2004 gelanceerd werd, in augustus 2014 aankwam en wiens lander Philae hier op 12 november 2014 landde.

## Ontdekking
Deze komeet werd ontdekt door Klim Tsjoerjoemov. Hij onderzocht beelden die Svetlana Gerasimenko op 11 september 1969 genomen had op het Astrofysisch Instituut Alma-Ata om komeet 32P/Comas Solá te bestuderen. Hij vond een komeetachtig object op de rand van de beelden, maar dacht aanvankelijk dat het om komeet Comas Solá zelf ging.
Eens terug in zijn eigen onderzoeksinstituut in Kiev, werden de beelden nogmaals grondig onderzocht. Op 22 oktober 1969, ongeveer een maand na het nemen van de beelden, kwam men tot de conclusie dat het niet om komeet Comas Solá kon gaan omdat dit object ongeveer 1,8 graden verwijderd was van de plaats waar men de komeet kon verwachten. Bij nader kijken vond men Comas Solá op de verwachte positie terug en hadden Tsjoerjoemov en Gerasimenko zodoende een nieuwe komeet ontdekt.

## Geschiedenis van de baan van 67P
De baan van Tsjoerjoemov-Gerasimenko heeft een vrij interessante geschiedenis. Het gebeurt wel vaker dat de baan van een komeet verstoord wordt wanneer ze in de nabijheid van Jupiter of Saturnus komt.
Men heeft kunnen berekenen dat voor 1840 deze komeet niet te observeren was vanwege haar periheliumafstand van ongeveer 4,0 AE. Toen heeft Jupiter de komeet echter in een baan gebracht met een periheliumafstand van ongeveer 3,0 AE en nadien, in 1959, bracht een volgende ontmoeting met Jupiter de komeet in een baan met 1,28 AE periheliumafstand.

## Foto's van ruimtetelescoop Hubble
Ter voorbereiding van de ruimtemissie met de Rosetta werden de foto's van 67P die men met de ruimtetelescoop Hubble op 12 maart 2003 had genomen, grondig bestudeerd. Met deze beelden werd er een driedimensionaal model van de 67P/Tsjoerjoemov-Gerasimenko gemaakt.

## Rosetta
Op 6 augustus 2014 kwam de ESA-ruimtesonde Rosetta aan bij de komeet. Op 12 november 2014, rond 16:30 uur Midden-Europese Tijd, landde de lander van Rosetta, Philae, op de komeet. Op 13 november werd bevestigd dat de lander vast op de komeet stond na waarschijnlijk twee keer te hebben gestuiterd.
Op foto's genomen met de Rosetta-ruimtesonde bleek dat de komeet er donkergrijs (ongeveer zo zwart als kolen) uitzag met weinig variatie. Dit zou bevestigen dat het oppervlak een constante samenstelling heeft met weinig tot geen ijs. Onderzoek door Rosetta leverde meer dan 100 locaties op die ijs aan de oppervlakte laten zien. Het heeft een blauwachtige kleur, hetgeen er op wijst dat het hier waterijs betreft. De locaties bevinden zich meestal in de schaduw aan de voet van steile hellingen. Door erosie afbrokkelende rotsen leggen deze ijslagen bloot. Laboratoriumproeven met gemineraliseerd ijs hebben aangetoond, dat zich onder invloed van zonlicht een uiterst dunne film van donker materiaal vormt aan het komeetoppervlak. Brokkelen rotsen af, dan legt dit het onderliggende ijs bloot. Wanneer dit ijs vervolgens sublimeert ontstaan zinkgaten, in diameter variërend van enige tientallen tot enkele honderden meters. Door de erosie ontstaat een grot, waarvan het plafond onder het eigen gewicht in elkaar stort en zo een zinkgat achterlaat.
Medio januari 2015 werden de eerste resultaten gepubliceerd. De hoeveelheid ijs op de komeet is lager dan in eerste instantie aangenomen. Er is aanzienlijk meer stof dan ijs. De uitgestoten hoeveelheid stof is viermaal groter dan de hoeveelheid ijs. Wetenschappers denken nu dat hun vroegere aanname, dat kometen vuile sneeuwballen waren, incorrect was. Het komt dichter bij een ijzige bal vuil: een vast hemellichaam, met ijs dat onder het oppervlak verdampt.
Bovendien is de komeetkern poreuzer dan aangenomen; daarnaast is de ijle uit gas- en stofmoleculen bestaande atmosfeer niet gelijk over de komeet verdeeld. De kern bevat structuren van zo'n drie meter doorsnede. Mogelijk zijn dit de oorspronkelijke bouwstenen van de komeet. Volgens deze theorie klitten zo'n 4,6 miljard jaar geleden stof- en gasdeeltjes samen tot kleine objecten ter grootte van kiezelsteentjes. Na verloop van tijd groeiden deze uit tot een omvang van drie meter en namen toen niet meer in omvang toe; de reden hiervoor is onbekend. Vervolgens vormden meerdere van deze grotere klonten de komeetkern. Een andere mogelijkheid is echter, dat de waargenomen structuren ontstonden als gevolg van sublimatie van komeetijs.
Het materiaal aan het komeetoppervlak bevat mogelijk carboxylzuren, die ook in aminozuren voorkomen. Deze nam men al eerder waar in komeetmateriaal, maar nog niet aan het oppervlak van een komeetkern. De komeet is onderverdeeld in vijf bodemtypes en geologisch zeer actief. Door opwarming door de zon stoot de komeet in toenemende mate ijs en stof uit. Dit heeft een vreemd gevolg: er ontstaan duinen, terwijl er nauwelijks zwaartekracht en geen noemenswaardige atmosfeer aanwezig is. Onderzoekers veronderstellen, dat het uitgestoten stof en gas heftige winden veroorzaken, met een maximale snelheid tot 1080 km/uur. Door deze hoge snelheid bewegen oppervlaktedeeltjes en vormen duinen, hoewel de dichtheid van het vrijgekomen gas zeer laag is.
Verder vertoont de komeet een grote scheur op de locatie, waar de twee komeetgedeelten aan elkaar vastzitten. Daar ontsnapt veel stof en gas. De mogelijkheid bestaat, dat door zonnewarmte de spleet verder openscheurt en de komeet in twee stukken uiteenvalt (die kans achtte vluchtleider Andrea Accomazzo overigens zeer gering). Op 13 augustus 2015 bereikt, op 186 miljoen km van de zon, 67P/Tsjoerjoemov-Gerasimenko zijn perihelium. 67P/Tsjoerjoemov-Gerasimenko ontstond mogelijk na een botsing van twee objecten, die elkaar met geringe snelheid schampten. Dit zou de lage dichtheid verklaren, aangezien dit soort botsingen het komeetmateriaal slechts weinig samenpersen. Dit moet dan in het beginstadium van de vorming van het zonnestelsel hebben plaatsgevonden, zo'n 4,5 miljard jaar geleden. Toen waren nog geen grote hemellichamen gevormd, waardoor objecten zich met lage snelheid voortbewogen. Ook kan 67P/Tsjoerjoemov-Gerasimenko zijn gevormd door twee puinbrokken, die zich voorheen van andere hemellichamen afsplitsten.
Op OSIRIS-opnamen van Rosetta zijn drie rotsblokken zichtbaar in het Akergebied; de grootste heeft een diameter van dertig meter. Slechts een klein gedeelte ervan rust op het komeetoppervlak; het is een raadsel hoe ze ontstonden. Het grootste blok staat op de rand van een depressie. Op Aarde ontstaan soortgelijke rotsblokken door water- of winderosie of gletsjers, maar die omstandigheden doen zich op de komeet niet voor. Mogelijk verplaatsen de rotsen zich door toegenomen activiteit aan het komeetoppervlak, telkens als deze de zon nadert. De zon zou in deze periode erosie kunnen veroorzaken en zulke rotsblokken achterlaten. Zeker is dit echter allerminst; tot dusver onbekende processen kunnen eveneens de oorzaak zijn.

### Vraagtekens bij 'Water door kometen'-theorie
De samenstelling van het door Rosetta aangetroffen water op 67P/Tsjoerjoemov-Gerasimenko wijkt af van het water op Aarde. De gangbare theorie dat het op Aarde aanwezige water afkomstig zou zijn van komeetinslagen wordt door Rosetta's bevindingen dus niet ondersteund.

### Perihelium
Naarmate 67P/Tsjoerjoemov-Gerasimenko perihelium naderde, vertoonde de komeet toegenomen activiteit. Dit uitte zich in het uitstoten van stof en ijs aan het oppervlak. Op 29 juli legde Rosetta een sterke uitbarsting vast, die de zonnewind wegblies. De uitbarsting sloeg het magnetisch veld ervan rond de kern gedurende enkele minuten weg. Zowel Rosetta als Philae gaven aan, dat de komeet niet gemagnetiseerd is. De enig mogelijke bron van het magnetisch veld is dus de zonnewind. Op een opname is een stroom uitgestoten materiaal zichtbaar, die met minstens 10 m/sec wordt uitgestoten. Normaliter zijn deze "jets" lichtzwak, maar deze was helderder dan de komeetkern. Even later rapporteerde de spectrometer veranderingen in de samenstelling van de uitgestoten gassen in vergelijking met twee dagen daarvoor; tegelijkertijd onderging de opbouw van de coma veranderingen. De waargenomen hoeveelheid koolstofdioxide (CO2)verdubbelde, de hoeveelheid waterstofsulfide (H2S) verzevenvoudigde en het gemeten waarde methaan (CH4) verviervoudigde. De hoeveelheid water (H2O) bleef gelijk. Begin juli detecteerde Rosetta 1 à 3 treffers door stofdeeltjes per dag; veertien uur later nam dit toe tot 30. Op 1 augustus werden gedurende vier uur 70 treffers vastgesteld. De gemiddelde snelheid van de stofdeeltjes varieerde van 8 tot 20 m/sec, met uitschieters tot 30 m/sec.
Op 13 augustus bereikte 67P/Tsjoerjoemov-Gerasimenko het perihelium van zijn 6½ jaar durende omloopbaan. De afstand tot de zon bedroeg toen 186 miljoen km bij een snelheid van ongeveer 120.000 km/u. De komeet en Rosetta bevonden zich op dat moment 265 miljoen km van de Aarde. Om ieder risico uit te sluiten, nam Rosetta een veilige afstand van 330 km in acht. Ten tijde van perihelium stootte de komeet 300 kg waterdamp en 1000 kg stofdeeltjes per seconde uit. Vergeleken met een jaar daarvoor nam de uitstoot toe met een factor 1000. Daarna zwenkte 67P/Tsjoerjoemov-Gerasimenko weer de ruimte in, met een aphelium van 850 miljoen km. De vluchtleiding legde de nadruk op Rosetta's missie, om de veranderingen aan het komeetoppervlak te kunnen volgen. De staart van de coma was tijdens perihelium gegroeid tot een lengte van meer dan 120.000 km.

## CAESAR
Anno 2018 bereidde NASA een kandidaat-missie voor, voor het New Frontiers-programma die 67p zou moeten aandoen en monsters naar de aarde mee terug moet nemen. Deze missie genaamd CAESAR (Comet Astrobiology Exploration Sample Return) is een van de twee overgebleven voorgestelde missies die strijden om definitieve selectie voor uitvoering. 
In 2019 werd besloten deze missie niet te selecteren; Dragonfly werd uitgekozen. 